# لويد اندروز
لويد اندروز (بالفرنسية: Lloyd Andrews)‏ (و. 1894 – 1974 م) هو لاعب هوكي الجليد كندي، ولد في تيلسونبيرج، أونتاريو، مركز لعبه هو جناح ‏، توفي في ديترويت، عن عمر يناهز 80 عاماً.

## جوائز
حصل على جوائز منها:
- كأس ستانلي.

## روابط خارجية
- لويد اندروز على موقع دوري الهوكي الوطني (الإنجليزية)
- لويد اندروز على موقع قاعة مشاهير الهوكي (لاعب أن.إتش.أل) (الإنجليزية)
- لويد اندروز على موقع EliteProspects.com (الإنجليزية)
- لويد اندروز على موقع HockeyDB.com (الإنجليزية)
- لويد اندروز على موقع Hockey-Reference.com (الإنجليزية)